# Ліверпуль (Монтевідео)
«Ліверпу́ль» (ісп. «Liverpool Fútbol Club») — уругвайський футбольний клуб з Монтевідео. Заснований 12 лютого 1915 року. 1919 року команда вперше пробилася до Вищого Дивізіону Уругваю. Тривалий час своєї історії «Ліверпуль» не здобув жодного трофея, але неодноразово посідав призові місця в чемпіонаті і Лігільї. «Ліверпуль» оспорює в Уругваї звання найбільшої команди з тих, які не виграли у своїй історії жодного чемпіонату.
Назва клубу була дана колишніми робітниками з Великої Британії на честь міста і англійського футбольного клубу «Ліверпуль». Основні кольори команди – чорний і синій. З 2006 року виїзна форма клубу повністю червона, цим підкреслено схожість у назві уругвайської команди і англійського суперклубу.

## Досягнення
- Чемпіон Уругваю (1): 2023
- Володар Суперкубка Уругваю (3): 2020, 2023, 2024